# Vogelsangberg
Der Vogelsangberg ist mit 516 m ü. A. der dritthöchste Berg Wiens. Er liegt nahe an der Grenze zu Niederösterreich, der Gipfel selbst im 19. Wiener Gemeindebezirk Döbling am nordwestlichen Stadtrand.

## Geografie

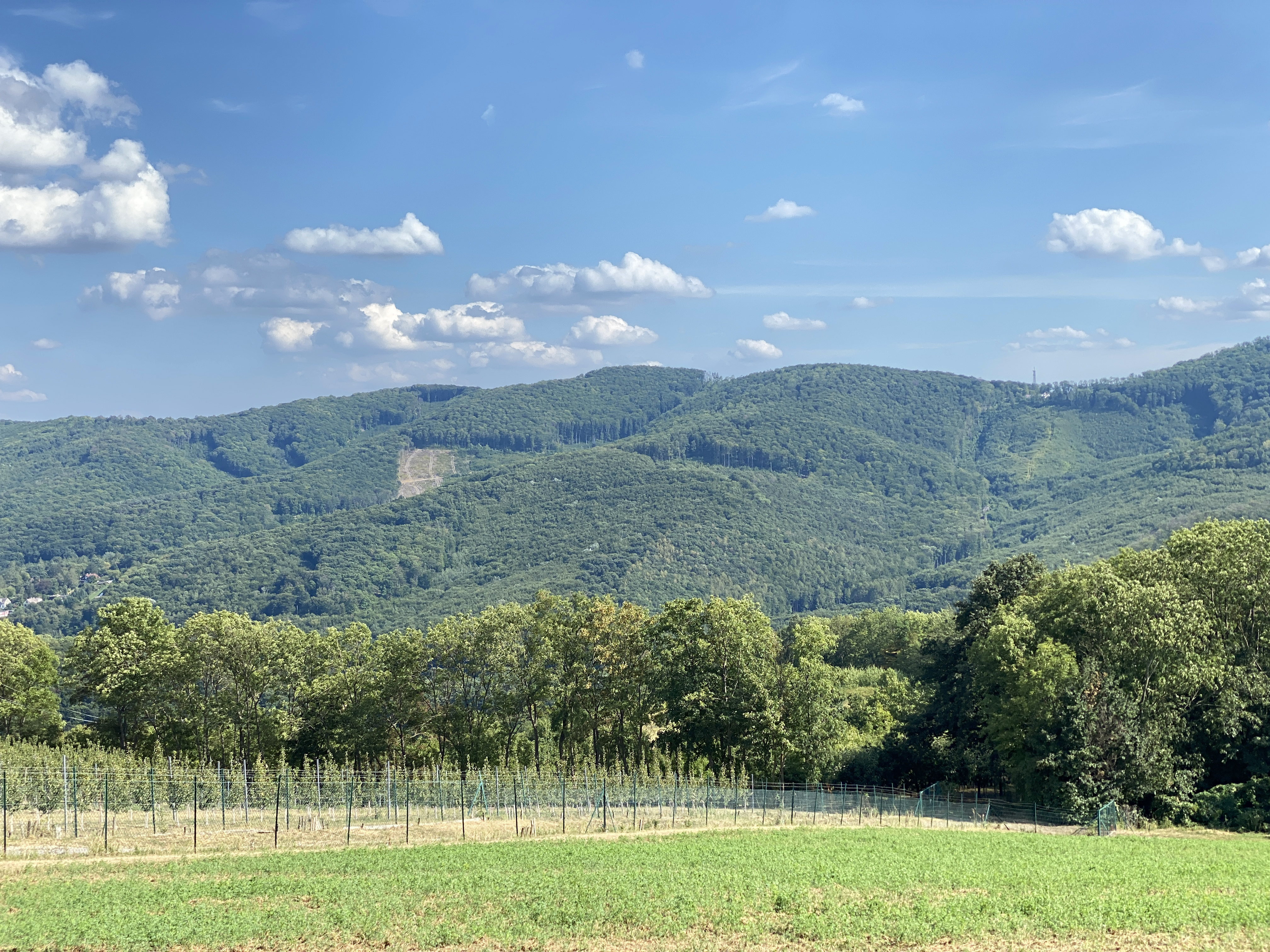
Vogelsangberg von Weidling

Der Gipfel des Vogelsangberges liegt in Döblinger Bezirksteil Grinzing; knapp nördlich der steilen, bewaldeten Kuppe verläuft die Grenze zur Katastralgemeinde Weidling (Gemeinde Klosterneuburg). Einige Wanderwege verbinden den Vogelsangberg mit dem westlich gelegenen, 30 m höheren Hermannskogel, dem nordöstlich befindlichen Kahlenberg (485 m) und dem südlichen Latisberg. Geologisch gehört der Berg als nordöstlicher Ausläufer der Ostalpen zur Sandstein- oder Flyschzone, die aus Quarz- und Kalksandstein, Mergel und anderen Sedimenten zusammengesetzt ist.

## Etymologie
Flurnamen wie Vogelsang wurden immer wieder von Signalfeuerstätten abgeleitet (sengen und Fackel, vor allem in süddeutschen Dialekten Fåckel). Das könnte auch hier der Fall sein.

## Flora
Wie der benachbarte Hermannskogel verfügt der Vogelsangberg über einen seltenen Gipfel-Eschenwald, in dem die Gemeine Esche dominiert, aber auch die Bergulme und der Bergahorn vorkommen.